# هنري أ. ليونز
هنري أ. ليونز (بالإنجليزية: Henry A. Lyons) هو قاضي ومحامي أمريكي، ولد في 5 أكتوبر 1809 في فيلادلفيا في الولايات المتحدة، وتوفي في 27 يوليو 1872 في سان فرانسيسكو في الولايات المتحدة.